# Walcheren

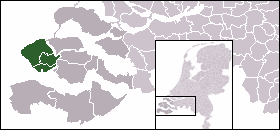
Lage von Walcheren

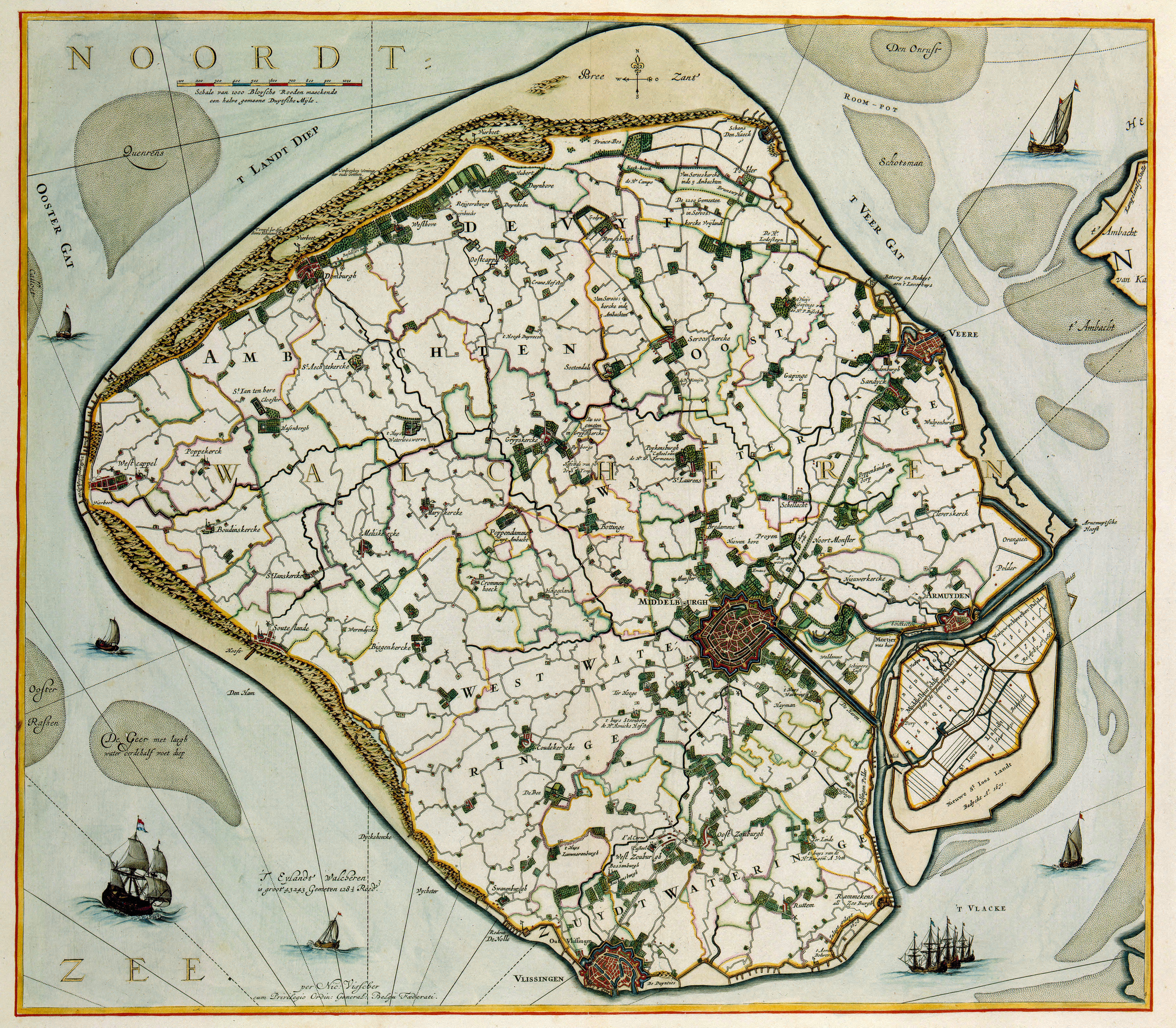
Karte von 1681

Walcheren ist eine Halbinsel in der niederländischen Provinz Zeeland. 
Bis 1871 war Walcheren eine Insel. Durch den Bau eines Dammes (Sloedam) und Einpolderungen auf beiden Seiten des Dammes ist sie heute eine Halbinsel, die über die Halbinsel Zuid-Beveland sowie durch eine Brücke über den Schelde-Rhein-Kanal, einem Teil der Schelde-Rheinverbindung, mit dem Festland verbunden ist. Kulturell konnte Walcheren aber seinen Inselcharakter behalten.

## Name
Die lateinische Namensform Valacria soll schon aus der Römerzeit stammen und ursprünglich für eine Siedlung beim heutigen Domburg gegolten haben, weil dort 1647 eine Stele der Göttin Nehalennia gefunden wurde.

## Geografische Lage

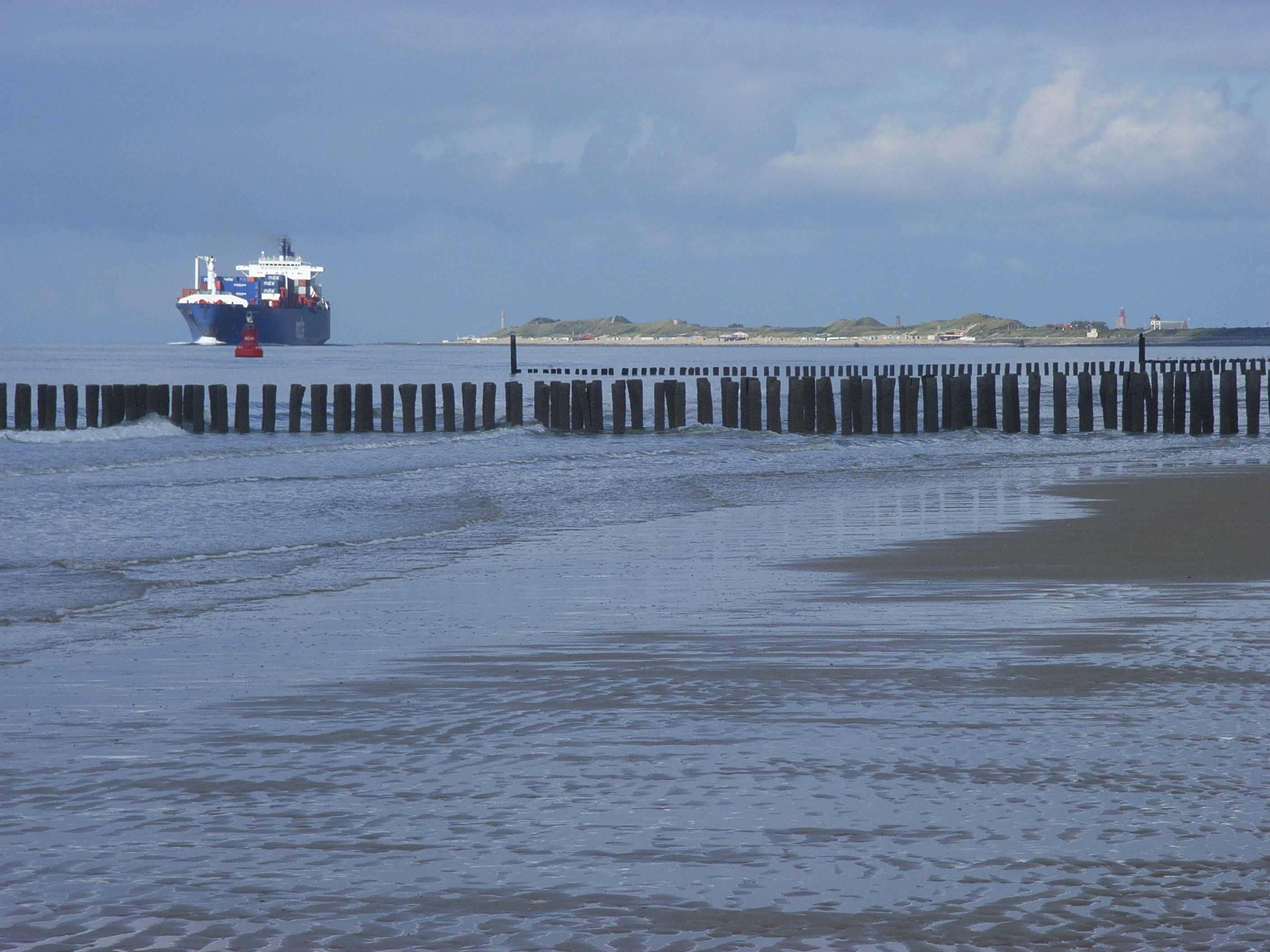
Küste bei Zoutelande

Walcheren wird durch die Nordsee, das Veersemeer und den Meeresarm Westerschelde umschlossen. Dieser ist zugleich Mündungstrichter (Ästuar) der Schelde. Im Osten grenzt Walcheren über den Sloedam, welcher heute kaum noch zu erkennen ist an Zuid-Beveland, im Nordosten wurde Walcheren 1961 mit dem Veersegatdamm an Noord-Beveland angebunden.

## Landschaftsbild

Sanddünen im Manteling van Walcheren

Im Westen ist die Halbinsel durch eine hohe Dünenkette geschützt, die sich im 13. Jahrhundert gebildet hat und lediglich bei Zoutelande und Westkapelle durch Deiche ersetzt ist. 
Alte Orte und Wege liegen auf erhöhten „Kreekruggen“. Diese entstanden nach Versandung von Prielen dadurch, dass sich auch das ebenfalls umgebende Moor absenkte. Somit kehrte sich im Laufe der Zeit das Landschaftsrelief um: Während auf dem Moor Lehm ablagerte, können die Rücken der Kreekruggen sich nicht absenken, denn sie ruhen auf dem in den früheren Prielen abgelagerten Sand.

## Politische Gliederung
Politisch ist Walcheren in die drei Gemeinden Middelburg, die Hauptstadt Zeelands, Vlissingen, eine Hafenstadt, sowie Veere eingeteilt. Zu Veere gehören unter anderem neben dem gleichnamigen Ort das größte Seebad Walcherens, Domburg, und die Fremdenverkehrsorte Oostkapelle, Westkapelle, Zoutelande und Dishoek.

## Geschichte

### Antike und Mittelalter
Walcheren war schon in römischer Zeit besiedelt. So wurden der Göttin Nehalennia geweihte Altarsteine gefunden. Diese Phase wurde aber durch Sturmfluten und Wassereinbrüche um 300 bis etwa 700 unterbrochen. Sowohl die "Annales Fuldenses" als auch die "Regesta Imperii" melden für 837 den Einfall der Normannen. 855/869 gehörte das Gebiet dem Bischof von Verdun (Gesta Ep. Vird. 018). 972 schenkte Kaiser Otto seiner Gattin Theophanu die Provinz Walcheren (Reg. Imp. II, 598). 997 wurde Walcheren durch Verfügung Kaiser Otto III. dem (Marien)Kloster von Aachen zehntpflichtig (Reg. Imp. II, 1239). Das bestätigte 1005 König Heinrich II. (Reg. Imp. II, 1598). Zu dieser Zeit besaß auch die (Sankt-Bavo-)Abtei Gent hier Grundbesitz (DHII 036, nicht in Reg.Imp.). 1012 belehnte Heinrich II. Graf Balduin von Flandern mit diesem Gebiet (Reg. Imp. II, 1755b). Um 1100 war das Land dann durch die Anlage von Poldern gesichert. Fluchthügel und Burganlagen sind Zeugnisse der mittelalterlichen Besiedlung. Der Grundriss von Oost-Souburg ist heute noch durch eine riesige ringförmige Burganlage aus karolingischer Zeit bestimmt. Daneben existierten große Burganlagen in Middelburg und Domburg. Des Weiteren besaß die Insel etwa 60 Fluchthügel.

### Neuzeit
Am 30. Juli 1809 begann eine britische Invasion mit 39.000 Soldaten, die gegen die französische Besatzung Napoleons I. in Vlissingen gerichtet war (Walcheren-Expedition). Viele Soldaten und Seeleute starben in der Folge an Epidemien. Die Invasion scheiterte schließlich; die letzten britischen Einheiten verließen am 9. Dezember 1809 die Insel.

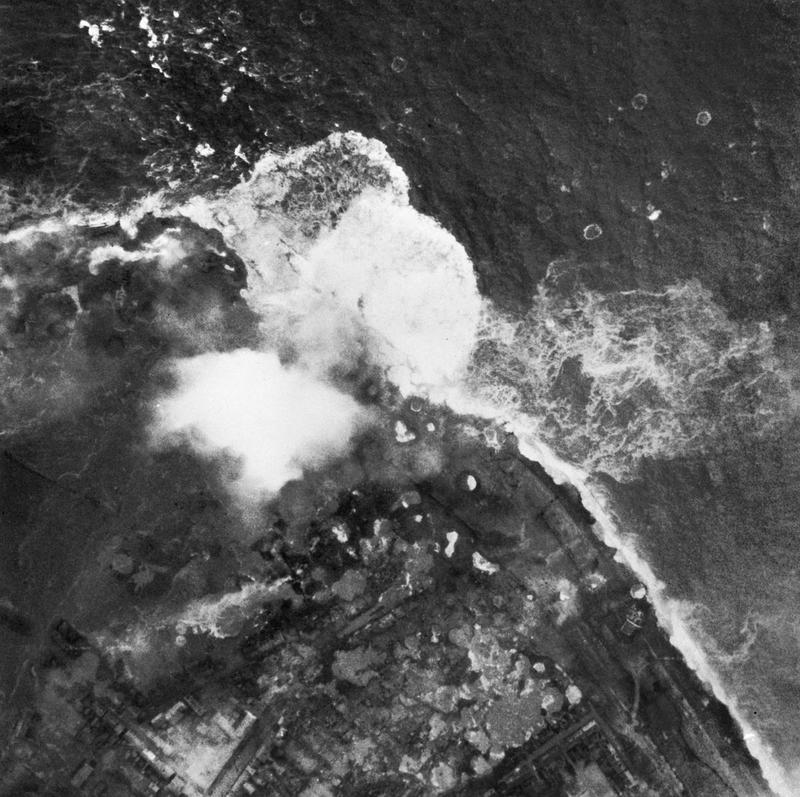
Bombardierung von Walcheren

Der Zweite Weltkrieg und die deutsche Besetzung hinterließen deutliche Spuren auf der Halbinsel. Vor allem um Vlissingen herum und im Hinterland der Dünen stehen noch zahlreiche Bunker des Atlantikwalls. Sie dienten vor allem der Sicherung Vlissingens, denn die Scheldemündung war als Zugang zum Hafen von Antwerpen von strategischer Bedeutung. Am 1. November 1944 gelang den alliierten Truppen nach erbitterten Kämpfen die Einnahme der Halbinsel. Ziel dieser Schlacht an der Scheldemündung war es, deutsche Geschütze an der Westerschelde auszuschalten, um den bereits Anfang September 1944 eroberten Hafen von Antwerpen für dringend benötigten Nachschub nutzen zu können. Zur Vorbereitung der Invasion wurden zuvor Deiche in Westkapelle (am 3. Oktober 1944), bei Vlissingen und bei Veere bombardiert und große Teile der Halbinsel so überflutet. Durch die Operation Infatuate mit Angriffen von drei Seiten, nämlich durch Landungstruppen in Vlissingen und Westkapelle sowie vom Sloedam her, wurde Walcheren innerhalb einer Woche, vom 1. bis zum 8. November 1944, von der deutschen Besatzung befreit.
Während der großen Hollandsturmflut vom 1. Februar 1953 in Zeeland blieb die Halbinsel weitgehend vor Überschwemmungen verschont. In den folgenden Jahrzehnten erfolgten aber umfangreiche Küstenschutzmaßnahmen im Rahmen der Deltawerke, wie z. B. der Bau des Veersegatdamms.

## Verkehrswege

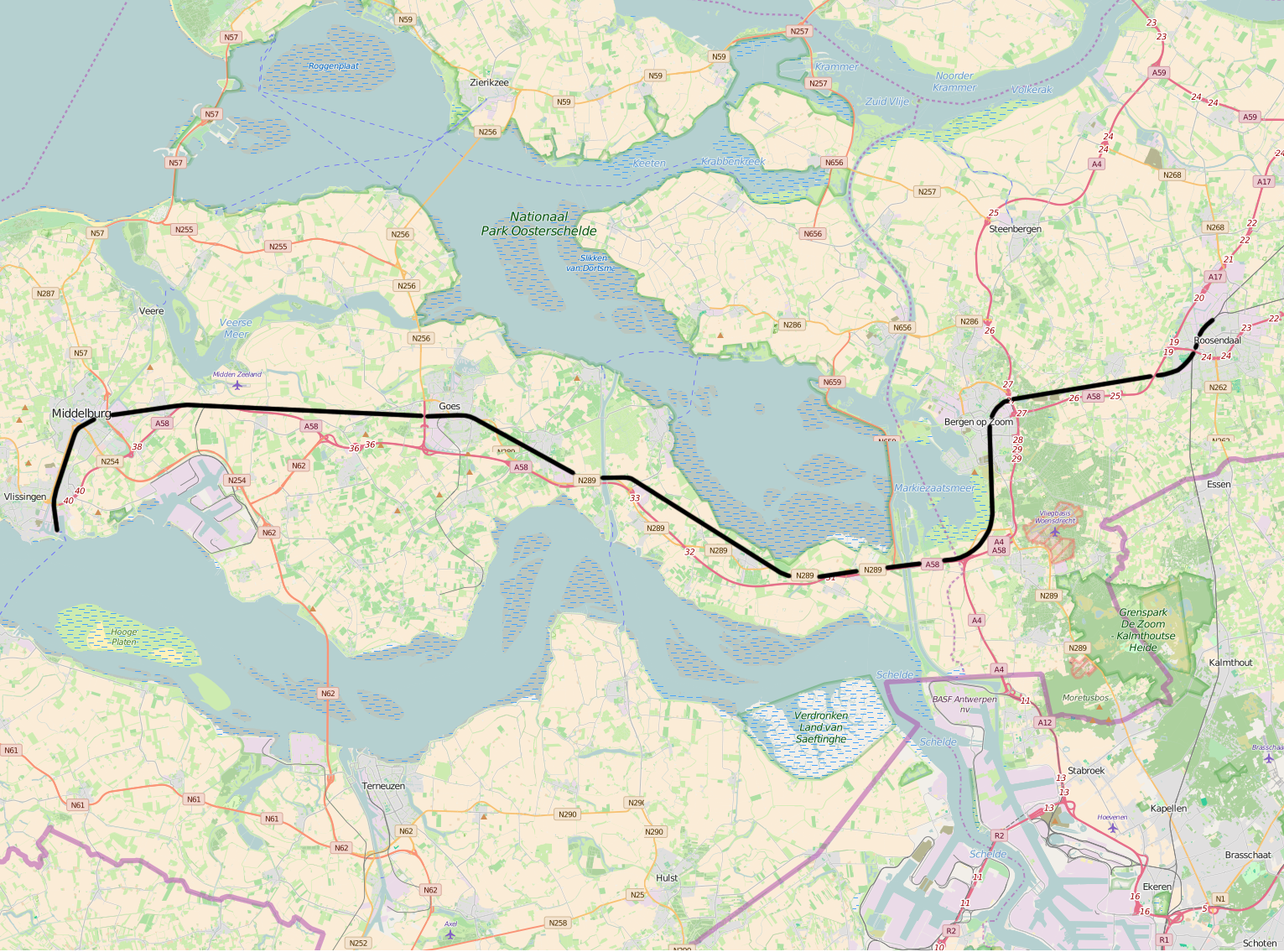
Bahnstrecke Zeeuwse Lijn nach Walcheren

Die Schnellstraße A58 und die einzige Eisenbahnlinie Zeelands, die sogenannte Zeeuwse Lijn, verbinden Middelburg und Vlissingen mit Goes auf Zuid-Beveland und Bergen op Zoom auf dem Festland. Es fährt halbstündlich ein Intercity nach Lelystad mit Unterwegshalt in Rotterdam und Amsterdam. In der Provinz Zeeland hält dieser IC an allen Stationen. Der Stoptreinverkehr wurde deshalb eingestellt.

### Kanaal door Walcheren
Der Kanal durch Walcheren führt von Vlissingen über Middelburg zum Veersemeer.

### Der Sloedam
Der „Sloedam“ ist ein alter Damm, der die Halbinsel Zuid-Beveland mit der damaligen Insel Walcheren verband, die durch das Gewässer Sloe getrennt waren. Dieser Damm wurde im Jahre 1871 für die Eisenbahn Roosendaal-Vlissingen (Zeeuwse Lijn) gebaut. Später wurden die Gebiete zu beiden Seiten eingepoldert. Seitdem der Veerse Gatdam und der Oosterschelde-Damm erbaut sind, ist der Sloedam nur noch ein Schlafdeich und dient den Verkehrslinien wie der A58.